# Xiangang, Gaoyao
Xiangang (kinesiska: 蚬岗) är en köping i sydöstra Kina. Den ligger i stadsdistriktet Gaoyao i staden Zhaoqing i provinsen Guangdong, omkring 62 kilometer väster om provinshuvudstaden Guangzhou. Antalet invånare är 29 292. Befolkningen består av 13 624 kvinnor och 15 668 män. Barn under 15 år utgör 18,0 %, vuxna 15-64 år 71 %, och äldre över 65 år 10,0 %.